# Малороссийские конно-казачьи полки

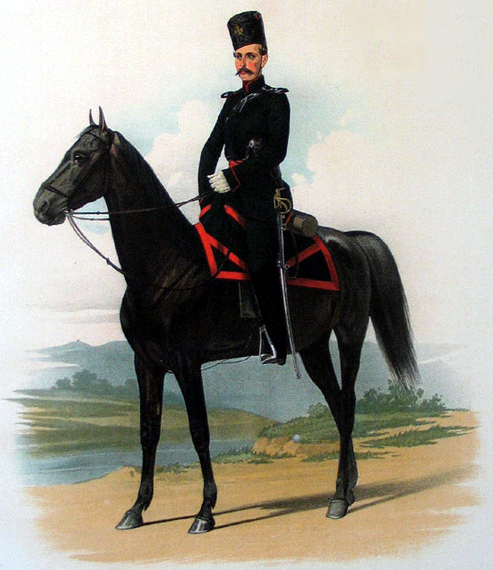
Пиратский К. К. Обер-офицер Малороссийских Конных Казачьих полков. 1855 г.

Малороссийские конно-казачьи полки — формирования регулярной лёгкой конницы в Вооружённых силах Российской империи.

## История
Малороссийское казачье войско (реестровое) составляли 17 поселённых казачьих полков: Брацлавский, Белоцерковский, Кальницкий, Каневский, Киевский, Корсунский, Кропивненский, Миргородский, Нежинский, Переяславский, Паволочский, Полтавский, Прилуцкий, Уманский, Черкасский, Черниговский и Чигиринский.
30 января 1667 года — 10 полков Правобережной Украины (Кальницкий, Каневский, Корсунский,  Паволочский, Уманский, Черкасский и другие) отошли в подданство Речи Посполитой, а 10 полков Левобережной Украины (Стародубский, Черниговский, Киевский, Нежинский, Полтавский, Лубенский и другие) отошли Русскому царству.
После отмены местного военного и административно-территориального устройства на Левобережной Украине в начале 1780-х годов, на основе поселённых казацких полков было сформировано десять малороссийских конно-казачьих полков, которые вошли в состав русской императорской армии.
В 1783 году, когда было Высочайше утверждено положение о регулярной коннице, 28 июня были сформированы для Малороссийской Конницы:
- Глуховский Легко-Конный полк;
- Лубенский Легко-Конный полк;
- Нежинский Легко-Конный полк;
- Переяславский Легко-Конный полк;
- Софийский Легко-Конный полк;
- Стародубовский Легко-Конный полк;
- Тверской Легко-Конный полк. Позже все эти легко-конные полки, в 1784 году были переименованы в карабинерные и окончательно вошли в состав регулярной кавалерии[2] России.

А для Екатеринославской Конницы: — Полтавский Легко-Конный полк, в другом источнике Полтавский легкоконный полк, сформирован из Малороссийского и Полтавского казачьих полков.
09.11.1787 г. — Сформированы две Казачьи бригады для армии Князя Потемкина, из заграничных выходцев. (ЗХ)
18.12.1787 г. — бригадам назначены: конной — мундир голубого цвета, а верх шапок белого; пешей — мундир зеленого, а верх шапок черного. (Вт6)
01.05.1788 г. — Из числа бригад сформированы:
- Смилянский Казачий полк;
- Сполянский Казачий полк.

07.05.1788 г. — оба полка преобразованы в конные.
В конце 1788 года — расформированы.
05.06.1812 г. — учреждено Украинское Казачье войско, из уроженцев Киевской и Каменец-Подольской губерний.
Сформированы восьмиэскадронные полки:
- 1-й Украинский Казачий полк;
- 2-й Украинский Казачий полк;
- 3-й Украинский Казачий полк;
- 4-й Украинский Казачий полк.

Обмундирование назначано из коротких, без пол, полукафтанов, суконных шаровар, шапки с овчинным околышем и волосяным султаном, епанча. Приборные цвета по полкам.
26.10.1816 г. — Войско — упразднено. Все полки переформированы в Уланские и поступили в состав Армейской Кавалерии.
18.07.1812 г. — сформированы 9 Малороссийских Казачьих Конных полков на военное время, из казаков Полтавской губерний. Вооружены и обмундированы собственным иждевением, аналогично Донским казакам: темно-синие куртки с красным воротником и обшлагами; погоны темно-синие с красной выпушкой и № полка; шаровары темно-синие с двухрядным красным лампасом и выпушкой; кушак — черный; шапка из черного меха с красным шлыком и коротким черным султаном. Вальтрапы синие с обшивкой и вензелем.
Для полков были изготовлены знамёна: желтого цвета с золотой бахрамой и золотыми крестом, вензелем Императора и надписями.
1812 г. — Принимали участие в освобождении южной Белоруссии от войск объединённой Наполеоном Европы. 11.06.1816 г. — полки с № 1-го по № 9-й расформированы.
18.07.1812 г. — сформированы 6 Малороссийских Казачьих Конных полков на военное время, из казаков Черниговской губерний.
Вооружены и обмундированы собственным иждевением, аналогично Донским казакам: темно-зеленые куртки с вортником и обшлагами мундирного цвета с красной выпушкой; погоны темно-зеленые с красной выпушкой и № полка; шаровары темно-зеленые с красным лампасом; шапка из черного меха с красным шлыком и коротким черным султаном. Флюгер на пиках из трех цветов: светло-синий, красный и белый. Чепрак суконный серый.
27.02.1834 г. — Принят Указ «Об управлении Малороссийскими казаками». Управление передано Малороссийскому военному губернатору.
07.05.1855 г. — Утверждено положение «О Малороссийских конных казачьих полках, призванных в Государственное ополчение».
В связи с военным временем, из Малороссийских казаков сформированы:
— Малороссийские Казачьи № 1-го — № 4-го полки,
в Полтавской губернии;
— Малороссийские Казачьи № 5-го и № 6-го полки,
в Черниговской губернии.